# Playing My Game
Playing My Game è il primo album della cantante norvegese Lene Marlin, uscito sul mercato europeo il 27 aprile 1999.

## Vendite
Sino al 2005, l’album ha venduto complessivamente 1,8 milioni di copie nel mondo ottenendo varie certificazioni non solo in Europa ma anche in Giappone.

## Tracce
1. Sitting Down Here – 3:55
2. Playing My Game – 5:34
3. Unforgivable Sinner – 4:00
4. Flown Away – 4:08
5. The Way We Are – 4:00
6. So I See – 4:49
7. Maybe I'll Go – 4:37
8. Where I'm Headed – 4:11
9. One Year Ago – 4:27
10. A Place Nearby – 4:10

## Classifiche
| Classifica (1999) | Posizione massima |
| ----------------- | ----------------- |
| Belgio (Vallonia) | 49                |
| Danimarca         | 3                 |
| Francia           | 10                |
| Germania          | 76                |
| Giappone          | 19                |
| Italia            | 8                 |
| Norvegia          | 1                 |
| Nuova Zelanda     | 8                 |
| Paesi Bassi       | 65                |
| Regno Unito       | 18                |
| Svezia            | 8                 |
| Svizzera          | 45                |